# Ikkō-shū
Ikkō-shū ((jap. 一向 宗) – niewielki, wojowniczo nastawiony odłam buddyjskiej szkoły Jōdo-shinshū, działający w feudalnej Japonii w XV i XVI w. Powszechnie znany jako tzw. szkoła jednomyślna.

## Założenie

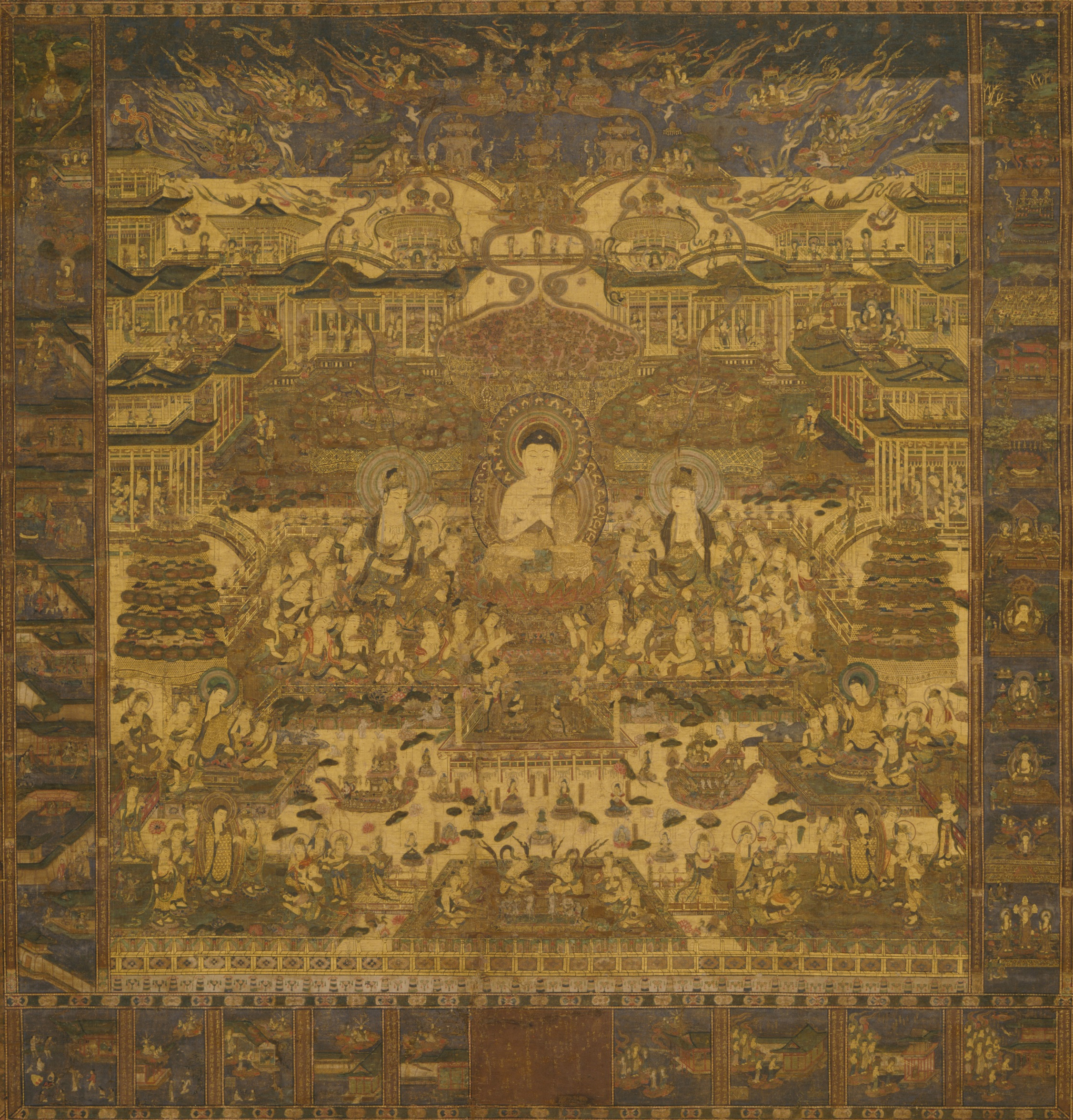
Wyobrażenie Czystej Krainy, grafika w Kyushu National Museum

Pierwotnie zwolennicy Ikkō-shū byli luźną grupą wyznawców i propagatorów sfery Czystej Krainy, którą zdefiniował w XV w. Ikkō Shunjō. Był on praktykiem szkoły Jōdo-shū, ale w momencie gdy rozpoczęły się prześladowania buddystów praktykujących Nenbutsu (japońska forma praktyki Nianfo), różnice pomiędzy szkołami zaczęły schodzić na dalszy plan, nie odgrywając już kluczowej roli w rozróżnianiu poszczególnych z nich. Wierni wyznawcy doktryny Ikkō-shū szukali oparcia w silniejszych ruchach i zdecydowali się na powrót do szkoły Jōdo Shinshū. Z czasem nazwa Ikkō-shū stała się synonimem szkoły Jōdo-shinshū.

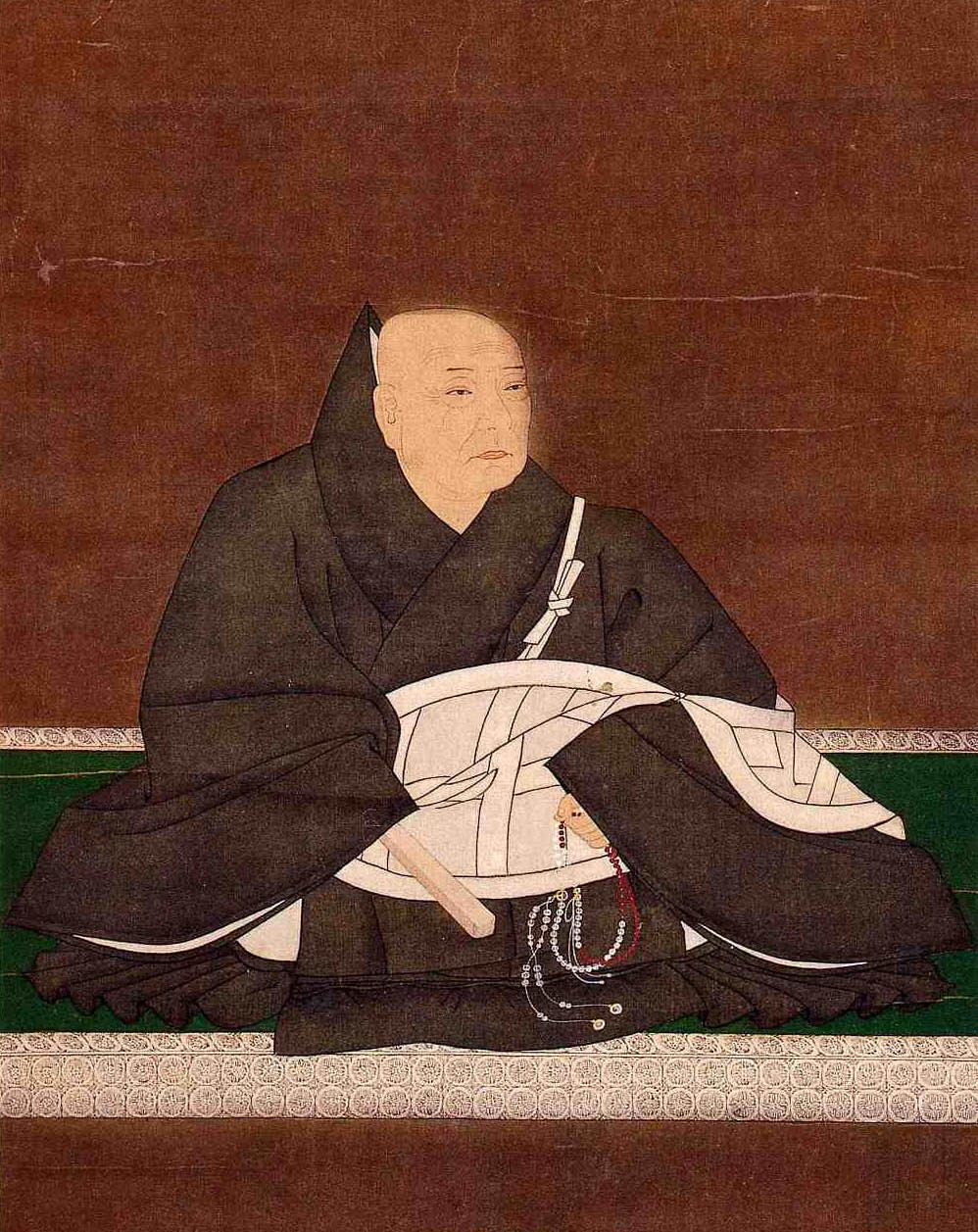
Rennyo według malowidła z okresu Muromachi

W 2. poł. XV w. rozróżnienia pomiędzy obydwoma doktrynami próbował dokonać Rennyo, przełożony mnichów w szkole Hongan-ji. Interpretował on znaczenie słowa "ikko" ("jednomyślność"), jako termin pozytywny. Jednocześnie, jako wyznawca Jōdo-shinshū, dystansował się od wojowniczych aspektów ideologii sekty Ikkō-shū, uznając je za antynomizm. W zachowanych listach pasterskich zwanych Ofumi lub Gobunsho, Rennyo sprzeciwiał się równaniu sekty Ikkō-shū z Jōdo-shinshū: "Ustalono z całą pewnością, że nasz Założyciel (Shinran - przyp. aut.) nie nazwał specjalnie naszej szkoły Ikkō-shū. Zasadniczo ludzie nazywają nas tak, dlatego że polegamy wyłącznie na Amitabha Buddzie... Jednak Założyciel nazwał tę sektę Jōdo Shinshū. Dlatego musicie zrozumieć, że my z naszej sekty nie powstaliśmy w żaden sposób jako Sekta Jednomyślna, ani nie nazwaliśmy jej tak".

## Konsekwencje działalności
W kraju podzielonym pomiędzy zwalczających się i rywalizujących daimyō, rosły niepokoje społeczne. Część ludności zaczęła kwestionować zasadność istnienia systemu feudalnego, kojarzonego ze słabą władzą, wyzyskiem i nadmiernym uprzywilejowaniem kasty samurajów. Ideologia Ikkō-shū stała się więc atrakcyjna dla skłonnych do rewolty grup społecznych takich jak chłopi, drobni kupcy i rzemieślnicy, a nawet wśród pomniejszych rodów samurajskich. Popularnością cieszyła się także wśród buddyjskich mnichów-wojowników, zwanych sōhei. Szczególnie silne wpływy uzyskała w prowincji Echizen w środkowej Japonii.  Od połowy XV w. wyznawcy Ikkō-shū rozpoczęli organizowanie powstań i wystąpień antyfeudalnych, które przeszły do historii pod zbiorczą nazwą powstań Ikkō-ikki. Pod koniec XV w. ruch Ikkō-shū przybrał na znaczeniu, czego przejawem było wybudowanie świątyni-fortecy Ishiyama Hongan-ji w 1499 oraz wielkiego kompleksu militarnego Nagashima, który powstał w latach 1550–1560. W 2. poł. XVI w. przeciwko ruchowi występowali najznaczniejsi samurajowie: Nobunaga Oda, który doprowadził do zdobycia i zniszczenia obydwu fortec (w 1574 i 1580) oraz Hideyoshi Toyotomi, który na zgliszczach Ishiyamy Hongan-ji wzniósł swój zamek Ōsaka.
Ocaleli z pogromów wyznawcy Ikkō-shū zeszli ze swoim kultem do podziemia. Ta ukryta forma buddyjskich praktyk otrzymała nazwę Kakure nenbutsu. Już we wcześniejszych latach zdarzało się, że wyznawcy musieli ukrywać swoje przekonania religijne i modlić się w oddalonych świątyniach, gdzie prawo było liberalniejsze. Po złamaniu potęgi sekty przez Odę i Toyotomiego, tajne organizacje członków Ikkō-shū stały się znacznie liczniejsze. W ukryciu funkcjonowały one aż do restauracji Meiji w 1868, kiedy to ogłoszono deklarację o wolności wyznania. Ostatnie tajne grupy Kakure nenbutsu przetrwały jednak aż do 1999.